# Melecio de Antioquía
San Melecio de Antioquía (Meletius, Melétios, en griego, Μελέτιος) fue un eclesiástico griego del siglo IV nacido en Melitene en una familia destacada de la que heredó una hacienda en Armenia Menor y fallecido en el año 381.

## Biografía
Melecio de Antioquía, originario de una familia armenia de la región de Melitene, se destacó tempranamente por su formación teológica y su carácter conciliador. Su vinculación inicial con el partido de Acacio, sucesor de Eusebio de Cesarea, marcó su trayectoria en los inicios de las controversias trinitarias del siglo IV. En el año 357, fue designado obispo de Sebaste tras la deposición de Eustaquio, pero renunció al cargo debido a las tensiones en la comunidad y se retiró a Beroia (actual Alepo). Durante esta etapa, mantuvo una relación cercana con las facciones homeanas y participó en los sínodos de Rímini y Seleucia en 359, adoptando posiciones doctrinales moderadas que buscaban evitar los extremos del arrianismo y del nicenismo radical.
En el año 361, tras ser nombrado obispo de Antioquía, Melecio participó en un debate convocado por el emperador Constancio II para esclarecer la interpretación de Proverbios 8:22. Este evento lo situó en el centro de una controversia teológica. En dicho debate, Melecio propuso una exégesis que evitaba las formulaciones extremas tanto de los subordinacionistas como de los partidarios más rígidos de Nicea, al tiempo que subrayaba la relación única entre el Padre y el Hijo. Aunque intentó adoptar un lenguaje conciliador que equilibrara las distintas posiciones, su intervención fue percibida como contraria a los intereses del partido arriano dominante, lo que provocó su destitución y destierro a Melitene apenas un mes después de haber asumido el cargo episcopal.
En el año 362, con la llegada al poder de Juliano el Apóstata, Melecio regresó a Antioquía e intentó reconciliar a las facciones cristianas de la ciudad. Sin embargo, el nombramiento de Paulino de Antioquía como obispo por parte del grupo eustaciano hizo imposible la unidad. Durante este periodo, las tensiones continuaron; los arrianos controlaban la mayoría de las iglesias en la ciudad, mientras que los ortodoxos solo contaban con dos templos. Posteriormente, bajo el reinado de Valente, Melecio fue nuevamente desterrado en el año 365, dejando a Flaviano y Teodoro como encargados del liderazgo del partido ortodoxo en su ausencia.
Tras la muerte de Valente en el año 378, Melecio pudo retornar a Antioquía. Aunque el edicto de Graciano el Joven permitió el regreso de los exiliados, también favoreció la vuelta de Doroteo, sucesor arriano de Euzoyo. Melecio logró recuperar su posición después de un tiempo, pero el conflicto con Paulino, quien rechazó todas las propuestas de reconciliación, persistía.
En el año 381, Melecio participó en el Concilio de Constantinopla I, donde falleció durante las sesiones. Su cuerpo fue trasladado a Antioquía para ser enterrado. Fue sucedido por Flaviano I de Antioquía.
Melecio es venerado como santo y confesor tanto por la Iglesia católica como por la Iglesia Ortodoxa.